# Matteo Pistolesi
Matteo Pistolesi (Torino, 14 marzo 1995) è un pallavolista italiano, palleggiatore del Savigliano.

## Carriera
La carriera di Matteo Pistolesi inizia nel 2012 nelle giovanili del Piemonte, club con cui esordisce in Serie A1, ottenendo qualche convocazione in prima squadra, a metà della stagione 2012-13. Nella stagione 2013-14 entra a far parte della squadra federale del Club Italia, in Serie B1, a cui resta legato per due annate.
Per il campionato 2015-16 veste la maglia dell'Emma Villas di Siena, in Serie A2, mentre in quello successiva si accasa alla Top Volley Latina, in Superlega. Nella stagione 2017-18 è sempre nella massima divisione, giocando per il Porto Robur Costa di Ravenna, con cui vince la Challenge Cup 2017-18.
Ritorna in Serie A2 per la stagione 2018-19 con il Mondovì, dove resta fino a metà dell'annata 2019-20, quando viene ceduto alla You Energy, neopromossa in Superlega, con cui conclude il campionato. Per la stagione 2020-21 difende i colori del Cuneo, in serie cadetta, divisione dove milita anche nell'annata seguente, questa volta con la Rinascita Lagonegro.
Per l'annata 2022-23 si accasa alla Normanna Aversa, in Serie A3, categoria che mantiene anche la stagione successiva con la maglia del Savigliano.

### Nazionale
Nel 2013 viene convocato nella nazionale italiana under 19: seguono le convocazioni nel 2014 nella nazionale under 20, nel 2015 in quella under 21 e in quella under 23.

## Palmarès

### Club
- Challenge Cup: 1

2017-18